# Kinga Drabek
Kinga Drabek (ur. 10 maja 1998) – polska siatkarka, grająca na pozycji libero, młodzieżowa reprezentantka kraju.
3 lutego 2016 roku zadebiutowała w Orlen Lidze, w spotkaniu przeciwko AZS KSZO Ostrowiec Świętokrzyski. W kolejnym sezonie pojawiła się na parkiecie Ligi Mistrzyń, w wygranym meczu z VK Prostějov, a także w starciu z Impelem Wrocław, w którym została nagrodzona tytułem najlepszej zawodniczki spotkania.
Jej chłopakiem jest siatkarz PGE Projektu Warszawa - Jan Firlej.
Po sezonie 2024/2025 zdecydowała się na przerwę w karierze.

## Sukcesy klubowe
Mistrzostwo Polski:
- 2023[10]

Superpuchar Polski:
- 2024[11]

## Sukcesy reprezentacyjne
Mistrzostwa Europy Wschodniej EEVZA Kadetek:
- 2013[12], 2014[13]

Mistrzostwa Europy Kadetek:
- 8. miejsce 2015[14]

Letnia Uniwersjada:
- 2021[15]